# Junonia evarete
Espèce
Junonia evarete est un insecte lépidoptère de la famille des Nymphalidae, de la sous-famille des Nymphalinae, tribu des Junoniini et du genre Junonia.

## Description
Junonia evarete est un papillon d'une envergure très variable, de 35 mm à 57 mm, à aile antérieure lobée, au dessus marron doré bordé d'une double fine ligne beige, avec aux antérieures une bande blanc rosé et deux bandes orange qui marquent la base du côté de la costa. Il est reconnaissable à ses ocelles noirs pupillés de bleu et cernés d'orange, deux aux antérieures un petit à l'apex et un grand submarginal au bout de la bande blanc rosé et deux gros aux postérieures,.
Le revers est de couleur plus claire et possède la même ornementation.

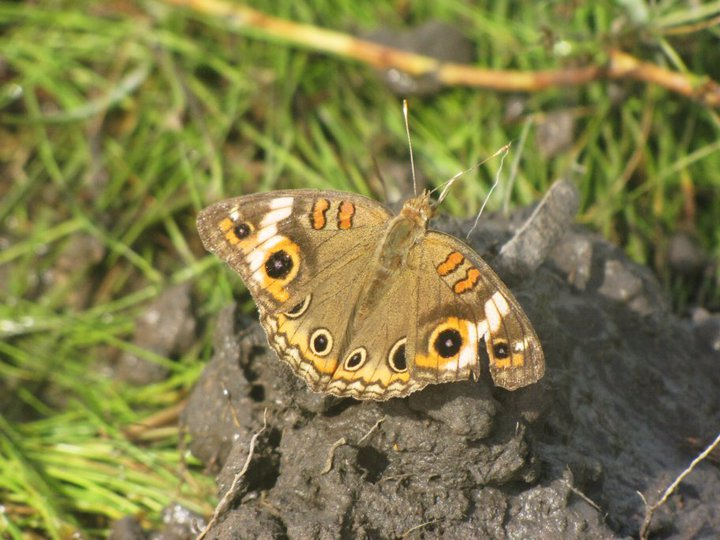
Juniona evarete (Parc national Aguaro-Guriquito, Guárico, Venezuela)
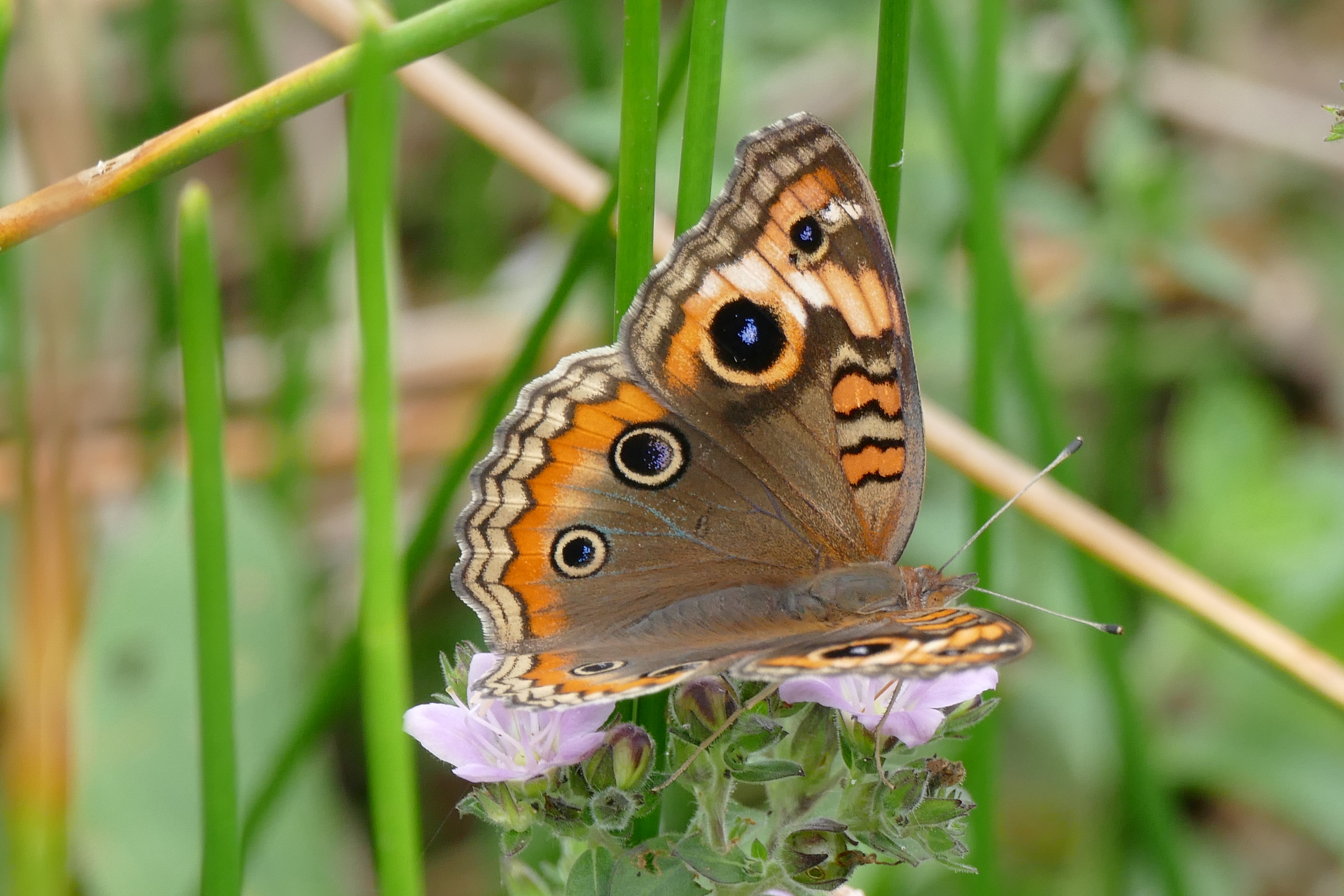
Juniona evarete (Mato Grosso, Brésil)
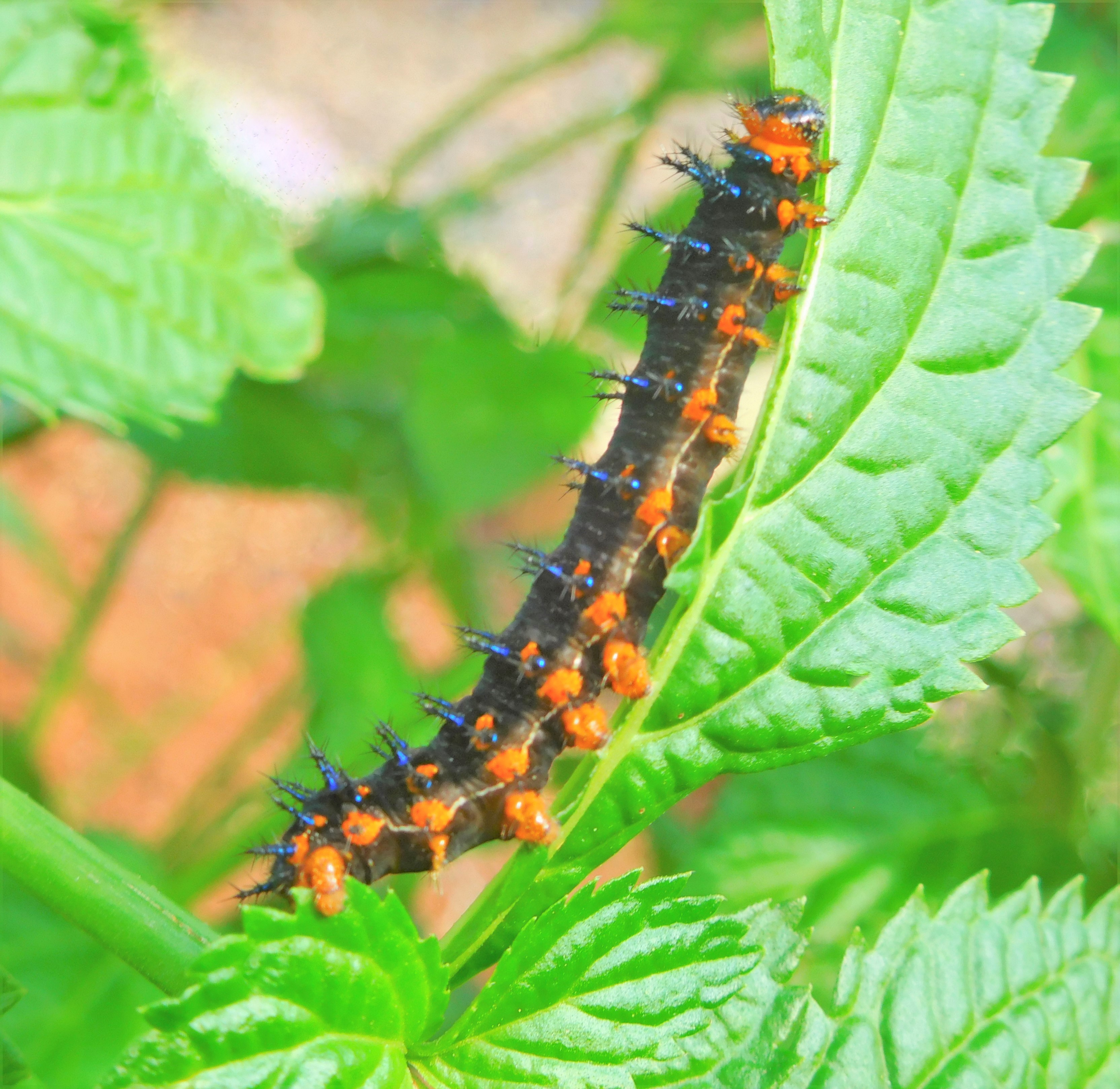
Chenille de Junonia evarete

### Chenille
La chenille, à tête noire et corps de couleur gris pétrole est ornée de scolis de couleur soit rouge soit bleue.

## Biologie

### Période de vol
Dans la partie la plus au nord de son aire de résidence Junonia evarete vole en trois ou quatre générations entre mars et octobre. 

### Plantes hôtes
Les plantes hôtes de sa chenille sont des Verbenacea, des Lippia dont Lippia nodiflora et à la Guadeloupe Avicennia germinans, mangle blanc et à la Martinique des Stachytarpheta, Stachytarpheta jamaicensis et peut-être Stachytarpheta urticifolia,,.

## Écologie et distribution
Junonia evarete est présent dans le sud de l'Amérique du Nord, dans toutes les îles des Caraïbes dont la Martinique et la Guadeloupe, et dans toute l'Amérique du Sud dont la Guyane.
Il est résident dans le sud des États-Unis au Nouveau-Mexique et dans le sud de l'Arizona et du Texas mais peut être rencontré comme migrateur jusqu'au Nevada et en Utah.

### Biotope
Il réside dans tous les lieux où poussent ses plantes hôtes.

## Systématique
Junonia evarete a été décrit par l'entomologiste hollandais Pieter Cramer en 1779 sous le nom de Papilio evarete 

### Synonymie
- Papilio evarete (Cramer, 1779) Protonyme.

### Noms vernaculaires
Il se nomme West Indian Buckeye ou Mangrove Buckeye en anglais.

### Taxinomie
Liste des sous-espèces
- Junonia evarete evarete (Cramer, 1779) ; au Suriname en Guyana et en Guyane.

Synonymie pour cette sous-espèce
Papilio lavinia (Cramer, 1775) 
Papilio cortes (Herbst, 1796) 
Papilio esra (Fabricius, 1798) 
Junonia divaricata (C. Felder & R. Felder, 1867) 
Junonia lavinia arenosa (W.T.M. Forbes, [1929]) 
Junonia lavina (Comstock, 1942)
- Junonia evarete flirtea (Fabricius, 1793) ; en Argentine.

Synonymie pour cette sous-espèce
Papilio flirtea (Fabricius, 1793)
Junonia hübneri (Kirby, 1900)
Precis lavinia ab. obscurata (Kivirikko, 1936)
- Junonia evarete fuscescens (Butler, 1901) ; en Équateur.

Synonymie pour cette sous-espèce
Precis fuscescens (Butler, 1901)
- Junonia evarete huacapistana (Forbes, 1929)[15] ; au Pérou.

Synonymie pour cette sous-espèce
Precis lavinia funebris (Bryk, 1953)
- Junonia evarete lima (Forbes, 1929)[15]; au Pérou.
- Junonia evarete michaelisi (Fruhstorfer, 1907)[17] ; à Porto Rico.

Synonymie pour cette sous-espèce
Junonia evarete michaelesi (Munroe, 1951)
- Junonia evarete neildi Brévignon, 2004 ; en Guadeloupe.
- Junonia evarete nigrosuffusa (Barnes et McDunnough, 1916) [19] ; en Arizona et au Mexique

Synonymie pour cette sous-espèce
Junonia lavinia var. melanina (Hall, 1919)
Junonia nigrosuffusa
Junonia genoveva nigrosuffusa
- Junonia evarete occidentalis (C. et R. Felder, 1862) ; au Pérou.

Synonymie pour cette sous-espèce
Junonia lavinia var. occidentalis(C. et R. Felder, 1862)
Junonia genoveva occidentalis 
- Junonia evarete swifti (Brévignon, 2004)[24] ; en Guadeloupe.
- Junonia evarete zonalis (C. & R. Felder, 1867)

Synonymie pour cette sous-espèce
Junonia zonalis (C. & R. Felder, 1867)
Junonia pallens (C. & R. Felder, 1867)

## LeJunonia evareteet l'Homme

### Protection
Pas de statut de protection particulier.

### Liens taxonomiques
- (en) Tree of Life Web Project : Junonia evarete
- (en) Catalogue of Life : Junonia evarete Cramer 1782
- (en) NCBI : Junonia evarete (taxons inclus)